# Walentin Jordanow
Walentin Dimitrow Jordanow (bg. Валентин Димитров Йорданов; ur. 26 stycznia 1960 w Sandrowie) – bułgarski zapaśnik walczący w stylu wolnym. Trzykrotny olimpijczyk. Złoty medalista z Atlanty 1996; brązowy z Barcelony 1992 i zajął ósme miejsce w Seulu 1988. Walczył w wadze muszej.
Triumfator mistrzostw świata w 1983, 1985, 1987, 1989, 1993, 1994 i 1995. Zdobył srebrny medal w  1990 i 1991; brązowy w 1986. Zdobył dziewięć medali mistrzostw Europy w latach 1981-1989. Mistrz świata juniorów w 1980 roku.

## Letnie Igrzyska Olimpijskie 1988
| Konkurencja        | Eliminacje            | Eliminacje             | Eliminacje          | Eliminacje    | Eliminacje             | Eliminacje               | Finały                          | Klas. końcowa |
| Konkurencja        | Przeciwnik I          | Przeciwnik II          | Przeciwnik III      | Przeciwnik IV | Przeciwnik V           | Przeciwnik VI            | o 7. miejsce                    | Miejsce       |
| ------------------ | --------------------- | ---------------------- | ------------------- | ------------- | ---------------------- | ------------------------ | ------------------------------- | ------------- |
| 52 kg w styl wolny | Carlos Negron (PUR) Z | Oushane Diallo (GUI) Z | Ken Chertow (USA) Z | bez walki W   | Szaban Trstena (YUG) P | Władimir Toguzow (URS) P | Cerenbaataryn Enchbajar (MGL) P | 8.            |

## Letnie Igrzyska Olimpijskie 1992
| Konkurencja        | Eliminacje               | Eliminacje        | Eliminacje            | Eliminacje         | Eliminacje   | Eliminacje         | Finały               | Klas. końcowa |
| Konkurencja        | Przeciwnik I             | Przeciwnik II     | Przeciwnik III        | Przeciwnik IV      | Przeciwnik V | Przeciwnik VI      | o 3. miejsce         | Miejsce       |
| ------------------ | ------------------------ | ----------------- | --------------------- | ------------------ | ------------ | ------------------ | -------------------- | ------------- |
| 52 kg w styl wolny | Władimir Toguzow (EUN) Z | Joe Oziti (NGA) Z | Madżid Torkan (IRI) Z | Ahmet Orel (TUR) Z | bez walki W  | Ri Hak-son (PRK) P | Kim Seon-hak (KOR) Z | 3.            |

## Letnie Igrzyska Olimpijskie 1996
| Konkurencja        | Eliminacje               | Eliminacje                  | Eliminacje     | Finały                 | Finały                   | Klas. końcowa |
| Konkurencja        | Przeciwnik I             | Przeciwnik II               | Przeciwnik III | Półfinał               | Finał                    | Miejsce       |
| ------------------ | ------------------------ | --------------------------- | -------------- | ---------------------- | ------------------------ | ------------- |
| 52 kg w styl wolny | Víctor Rodríguez (MEX) Z | Czeczen-ooł Mongusz (RUS) Z | bez walki W    | Mäulen Mamyrow (KAZ) Z | Namiq Abdullayev (AZE) Z | 1.            |